# Japanischer Satz für in einen Kreis einbeschriebene Polygone
Der japanische Satz (englisch Japanese Theorem) besagt, dass die Summe der Inkreisradien eines triangulierten in einen Kreis einbeschriebenen Polygons unabhängig von der gewählten Triangulierung ist.
|                                                                              |  |
| \| Summe der Radien der grünen Kreise = Summe der Radien der roten Kreise \| |  |
| Summe der Radien der grünen Kreise = Summe der Radien der roten Kreise       |  |